# 家徽
家徽，即族徽，或家族徽章，是代表家族、氏族或者氏族联盟的标志。日本和欧洲的天主教国家是世界上主要拥有家纹的区域，两者的家徽各自发展，互不相关。日本的家徽稱為家纹，歐洲的家徽稱為紋章
| 日本家纹       | 欧洲紋章       |
| -------------- | -------------- |
| - 日本皇室家纹 | - 英国皇室家徽 |

家纹旗在日本曾充当过军旗的作用，反之，通常来说，一个国家或地区的军旗不能作为家纹讨论，例如中国清代的八旗。

## 日欧家纹的区别
日本的家纹在日语环境下称为“家纹”，而欧洲家纹在中文语境下称为“纹章”；
日本家紋有過百種式樣，多是植物、動物、器物、云霞等圖案，这与欧洲纹章常使用的凶猛动物、奇幻鸟类有着很大差异；
日本家纹与欧洲家徽都始于11世纪后半叶，相当于日本简历封建制度的平安时代末期，和欧洲基督教大分裂的时期，历史背景与家纹、旗帜的发展有着密切的关系。
日本家纹多以宗族为单位，而西方多以个人为单位；
日本家纹随着时代发展而逐渐普及，最后演变为所有国民都能拥有自己的家纹，而欧洲的家族纹章却一直是专属于贵族使用的标志。